# Friedrich Hochbaum
Friedrich Hochbaum, nemški general, * 7. avgust 1894, † 28. januar 1955.